# Gönen
Gönen este un oraș din Turcia.